# Gesellschaft für Rechtsvergleichung
Die Gesellschaft für Rechtsvergleichung wurde 1950 als Fachorganisation der Vergleichenden Rechtswissenschaft gegründet, ist ein eingetragener Verein und hat ihren Sitz in Freiburg im Breisgau. Sie ist die Nachfolgerin der 1894 in Berlin gegründeten Internationalen Vereinigung für Vergleichende Rechtswissenschaft und Volkswirtschaftslehre, die nach 1933 ihre Tätigkeit einstellte.

## Arbeit
Die Gesellschaft ist in 7 Fachgruppen gegliedert, die für die wissenschaftliche Arbeit verantwortlich sind, und die alle wesentlichen Gebiete des Rechts abdecken:
- Fachgruppe für Grundlagenforschung (Grundlagen, Methode, vergleichende Rechtsgeschichte und Rechtsethnologie) (Leiter: Stefan Grundmann, Humboldt-Universität zu Berlin)
- Fachgruppe für Zivilrechtsvergleichung (Leiter: Martin Gebauer, Eberhard-Karls-Universität Tübingen)
- Fachgruppe für vergleichendes Öffentliches Recht (Leiter: Uwe Kischel, Ernst-Moritz-Arndt-Universität Greifswald)
- Fachgruppe für Strafrechtsvergleichung (Leiter: Bettina Weißer, Universität zu Köln)
- Fachgruppe für vergleichendes Handels- und Wirtschaftsrecht (Leiter: Peter Jung, Universität Basel)
- Fachgruppe für Europarecht (Leiter: Armin Hatje, Universität Hamburg)
- Fachgruppe für Arbeits- und Sozialrecht (Leiter: Ulrich Becker, Max-Planck-Institut für ausländisches und internationales Sozialrecht, München)

In zweijährlichem Turnus werden internationale „Tagungen für Rechtsvergleichung“ veranstaltet. Die Gesellschaft ist die Deutsche Landesgruppe des bei der UNESCO eingerichteten Internationalen Verbandes der Rechtswissenschaft (Association Internationale des Sciences Juridiques, Paris).
Die Gesellschaft gibt mehrere rechtswissenschaftliche Schriftenreihen heraus.

## Präsidenten
- 1950–1961: Hans Dölle
- 1962–1973: Ernst von Caemmerer
- 1974–1983: Hans-Heinrich Jescheck
- 1984–1989: Rudolf Bernhardt
- 1990–1997: Peter Schlechtriem
- 1998–2005: Uwe Blaurock
- 2006–2013: Jürgen Schwarze
- seit 2014: Reinhard Zimmermann